# Ludność Kołobrzegu
W 1998 roku w Kołobrzegu odnotowano największe zamieszkanie - 48 tys. ludzi.

## Wykaz statystyczny
| - 1939 - 36 617 - 1946 - 2 816 (spis powszechny) - 1950 - 6 756 (spis powszechny) - 1955 - 10 250 - 1960 - 16 732 (spis powszechny) - 1961 - 18 200 - 1962 - 19 300 - 1963 - 20 400 - 1964 - 21 200 - 1965 - 21 874 - 1966 - 22 300 - 1967 - 23 400 - 1968 - 23 900 - 1969 - 24 600 - 1970 - 26 095 (spis powszechny) - 1971 - 26 576 - 1972 - 28 100 | - 1973 - 29 800 - 1974 - 30 575 - 1975 - 31 829 - 1976 - 32 500 - 1977 - 33 500 - 1978 - 36 000 (spis powszechny) - 1979 - 37 500 - 1980 - 38 174 - 1981 - 38 691 - 1982 - 39 516 - 1983 - 40 180 - 1984 - 40 848 - 1985 - 41 729 - 1986 - 42 265 - 1987 - 43 155 - 1988 - 43 621 (spis powszechny) - 1989 - 44 557 - 1990 - 45 432 - 1991 - 45 963 | - 1992 - 46 152 - 1993 - 46 661 - 1994 - 46 853 - 1995 - 47 301 - 1996 - 47 480 - 1997 - 47 886 - 1998 - 48 082 - 1999 - 47 838 - 2000 - 47 916 - 2001 - 47 804 - 2002 - 44 803 (spis powszechny) - 2003 - 44 834 - 2004 - 44 932 - 2005 - 44 887 - 2006 - 44 737 - 2010 - 44 984 - 2012 - 46 951 - 2013 - 46 897 - 2014 - 46 720 |

## Powierzchnia Kołobrzegu
- 1995 - 25,67 km²